# Wojciech Pięciak
Wojciech Pięciak (ur. 4 listopada 1967 w Krakowie) – polski dziennikarz i publicysta, związany z „Tygodnikiem Powszechnym”.

## Życiorys
Absolwent I Liceum Ogólnokształcącego im. Bartłomieja Nowodworskiego w Krakowie Od 1991 jest członkiem redakcji Tygodnika Powszechnego, w którym jako autor debiutował w 1989. Jest tam kierownikiem działów „Świat” i „Historia”. Specjalizuje się w tematyce niemieckiej.

## Książki
- Jak obalano mur. Niemcy 1988–96, Oficyna Literacka, Kraków 1996,  ISBN  8371240392
- Kanclerz obojga Niemiec. Helmut Kohl – szkic do portretu (1999)
- Kryzys wiary czy kryzys systemu? Kościoły w Niemczech 1990–1999, Fundacja Centrum Stosunków Międzynarodowych, Warszawa 1999, ISBN  8388216058
- Inne twarze pojednania. Reportaże, Społeczny Instytut Wydawniczy Znak, Kraków 2000, ISBN  8370069967
- Niemcy – droga do normalności. Polityka zagraniczna RFN od wojny o Kuwejt do wojny o Kosowo, Centrum Stosunków Międzynarodowych, Towarzystwo "Więź", Warszawa 2000, ISBN 8388032291
- Niemiecka pamięć. Współczesne spory w Niemczech o miejsce III Rzeszy w historii, polityce i tożsamości (1989–2001) (2002)